# لورينزو راميريز
لورينزو راميريز (بالإسبانية: Lorenzo Ramírez)‏ هو لاعب كرة قدم مكسيكي، ولد في 11 يونيو 1985 في كولياكان في المكسيك. لعب مع دورادوس سينالوا.

## وصلات خارجية
- لورينزو راميريز على موقع قاعدة بيانات كرة القدم.إي يو (الإنجليزية)